# Les Linottes
Les Linottes est un roman de l'écrivain français Georges Courteline paru en 1912.
Dans la préface, l'auteur décrit l'élan qui donna vie à ce roman — singulier dans son œuvre — et où il revient sur les souvenirs d'enfance qui imprègnent tout entier le livre : « De tous les livres que j’ai écrits, il n’en est pas qui m’ait donné plus de joie et de douceur à l’écrire que celui dont les pages suivent et dont chaque phrase, chaque ligne, chaque syllabe est un rappel des heures lointaines qui furent les débuts de ma vie. C’est à Montmartre que je les vécus, ces heures, tant il semble que, Montmartre et moi, ayons été faits l’un pour l’autre, de 1865 qui me vit, le derrière montré aux passants, occupé à tapoter des pâtés de sable du plat de ma pelle de bois blanc, à 1871, époque où la vie de famille fit place pour moi à la vie de collège et la vagabonderie turbulente de la rue aux tristesses provinciales qui devaient pleuvoir sur moi de 1871 à 1878, du haut de la Cathédrale de Meaux, avec les heures, leurs demies et leurs quarts. »